# Israel River
Der Israel River ist ein linker Nebenfluss des Connecticut River im Coös County des US-Bundesstaats New Hampshire.
Der Israel River entspringt in den White Mountains am Fuße der Presidential Range nordwestlich des Mount Adams. Von dort fließt er in überwiegend westnordwestlicher Richtung. Der U.S. Highway 2 folgt streckenweise dem Flusslauf.
Der Israel River fließt südlich an Jefferson vorbei, durchfließt den Ort
Lancaster und mündet kurz darauf in den Connecticut River. Der Israel River hat eine Länge von 38 km. Er entwässert ein Areal von 347 km².

## Namensgebung
Der Fluss wurde nach dem Jäger und Fallensteller Israel Glines benannt. Der südlich des Israel River verlaufende Johns River wurde nach Israel’s Bruder John benannt.

## Gedeckte Brücken
In Lancaster überspannt die Mechanic Street Bridge den Israel River. Erbaut wurde die gedeckte Brücke im Jahr 1862.

## Freizeit
Von Riverton nach Lancaster führt eine 7,5 km lange Wildwasserstrecke vom Schwierigkeitsgrad II.